# Weihnachts-Narzisse
Die Weihnachts-Narzisse (Narcissus papyraceus) ist eine Pflanzenart aus der Gattung der Narzissen in der Familie der Amaryllisgewächse (Amaryllidaceae). Im Freiland wird sie in Mitteleuropa nicht angebaut, da sie nicht winterhart ist. Im Handel wird sie jedoch als Treibnarzisse ab Dezember in den Blumenläden angeboten. Dies hat zu dem deutschsprachigen Trivialnamen Weihnachts-Narzisse geführt.
Von dem Botaniker John W. Blanchard wird diese Art in die Sektion Tazettae gestellt.

## Beschreibung
Die Weihnachts-Narzisse wächst als ausdauernde krautige Pflanze und erreicht Wuchshöhen von bis zu 30 Zentimeter. Die Laubblätter sind von blaugrüner Farbe.
Bis zu elf Blüten werden pro Blütenstand ausgebildet. Ihre Blüten sind reinweiß; sie haben einen Durchmesser von etwa 3 Zentimetern. Die Nebenkrone hat einen Durchmesser von 8 Millimetern und ist bis zu 3 Millimeter hoch. Die Pflanze wird ca. einen Meter hoch. In geheizten Räumen braucht sie ca. 4 Wochen von der Pflanzung bis zur Blüte.

## Verbreitungsgebiet
Die Weihnachts-Narzisse hat ein sehr großes Verbreitungsgebiet im Mittelmeerraum. Es reicht von Portugal und Spanien über Italien entlang der dinarischen Küste bis nach Griechenland. Auch in Nordafrika ist sie zu finden.
Die Blühzeit ist sehr unterschiedlich und liegt, je nach Gebiet zwischen Oktober und Februar.